# Benaulim
Benaulim là một thị trấn thống kê (census town) của quận South Goa thuộc bang Goa, Ấn Độ.

## Nhân khẩu
Theo điều tra dân số năm 2001 của Ấn Độ, Benaulim có dân số 10.163 người. Phái nam chiếm 49% tổng số dân và phái nữ chiếm 51%. Benaulim có tỷ lệ 74% biết đọc biết viết, cao hơn tỷ lệ trung bình toàn quốc là 59,5%: tỷ lệ cho phái nam là 78%, và tỷ lệ cho phái nữ là 71%. Tại Benaulim, 9% dân số nhỏ hơn 6 tuổi.